# Одноглазые валеты
«Одноглазые валеты» (англ. One-Eyed Jacks) — американский вестерн 1961 года. Единственный фильм, поставленный Марлоном Брандо, который заменил первоначального режиссёра — Стэнли Кубрика.

## Сюжет
1880 год. Штат Сонора, Мексика. Трое американских бандитов совершают дерзкое ограбление банка в небольшом приграничном городке. Навьючив мешки с награбленными деньгами на своих коней, они отправляются в путь, не подозревая, что по их следам во весь опор скачет местная конная жандармерия — руралес. Грабители пытаются скрыться в гористой местности, но мексиканские правоохранители окружают их и в ходе перестрелки убивают одного из трёх. У двух уцелевших — бесшабашного, весёлого Дэда (Папаши) Лонгворта (Карл Молден) и гордого, самолюбивого Рио (Марлон Брандо) — остаётся лишь одна лошадь, предельно усталая от гонки. Бандиты, посовещавшись, решили, что один из них должен сделать попытку прорваться на этой лошади через блокаду, а потом отправиться в близлежащий посёлок, купить там пару свежих лошадей и вернуться назад, чтобы выручить своего приятеля. Бросили жребий, и эта задача выпала на долю Дэда Лонгворта, который тут же отправляется в путь, прихватив с собой награбленное. Рио остаётся в горах, в одиночку отстреливаясь от жандармов.
Дэд, прибыв в посёлок, покупает лошадь у старого мексиканского фермера. Однако алчность толкает его на предательство: он предпочёл не возвращаться в горы, а, бросив сообщника на произвол судьбы, скрыться от руралес, оставив себе добычу.
Брошенный сообщником Рио попадает в руки мексиканской полиции. Его связывают и везут в полицейское управление. По пути они останавливаются на ранчо у старого мексиканца и спрашивают его, не видел ли он другого беглеца. Тот говорит им, что какой-то американец купил у него одну лошадь и умчался на ней прочь. Полицейские насмехаются над Рио, говоря, что его дружок оказался обманщиком. Рио замечает старую лошадь своего приятеля в табуне на ранчо.
Рио проводит пять долгих лет в тюрьме, где его постоянно терзает желание во что бы то ни стало отомстить бывшему приятелю за предательство. Наконец после долгих мучений ему удаётся сбежать из тюрьмы вместе с одним из мексиканских заключённых. Рио начинает путешествовать с ним из города в город с целью найти Дэда, но поначалу ему это никак не удаётся. Однако в одном из трактиров в захудалом американском городишке его узнаёт какой-то незнакомец, который сообщает ему нечто поразительное: Оказывается, что шерифом соседнего городка Монтерей является не кто иной, как сам Дэд Лонгворт. Выясняется, что Дэд несколько лет назад превратился в законопослушного гражданина, начал жить в городке и был избран его жителями своим шерифом. Незнакомец, рассказавший об этом, сам оказывается бандитом, который со своими приятелями планирует ограбить банк в том же самом городке. Он просит Рио присоединиться к ним в знак благодарности за предоставленные сведения. Рио соглашается.
Вчетвером они едут в Монтерей. Рио оставляет новых приятелей на постоялом дворе, а сам находит особняк Дэда, который теперь живёт с женой-мексиканкой и приёмной дочерью по имени Луиза. Рио и Дэд, наконец, встречаются лицом к лицу. Дэд все эти годы опасался мести со стороны Рио и был готов к кровавой развязке, но Рио поначалу притворяется, что не держит зла на Дэда и что просто пришёл навестить своего давнего друга. Между ними происходит разговор, в ходе которого Дэд, объясняя свой давнишний поступок, говорит Рио, что когда он приехал на ранчо, там не оказалось ни одного коня, так как старый мексиканец якобы продал их задолго до его прибытия, и именно поэтому он не смог помочь другу. Рио притворяется, что верит его словам. Радуясь, что все старые обиды позабыты, Дэд приглашает Рио поужинать вместе с его женой и Луизой. Луиза и Рио, тайком от её родителей, проводят вместе романтический вечер и постепенно влюбляются друг в друга. Узнав об этом от одного из своих подчинённых, Дэд приходит в ярость.
Тем временем Рио в салуне убивает местного задиру, который хотел застрелить Рио в спину. Шериф пользуется ситуацией и Рио попадает в руки подчинённых шерифа. Суд приговаривает его к порке. Дэд самолично наносит ему удары плетью, а затем прикладом своего ружья ударяет его по пальцам правой руки, чтобы Рио навсегда потерял возможность пользоваться своим револьвером. После этого, шериф отпускает Рио. Рио со своими приятелями уезжает из города. В течение многих недель он учится заново стрелять из револьвера пользуясь левой рукой. Забеременевшая от него Луиза разыскивает его и приезжает к нему, чтобы уговорить его не убивать её отчима. Но Рио остаётся непоколебимым.
Между тем, его приятели снова планируют ограбить местный банк, но без Рио, чтобы вина пала на него. Рио планирует уехать из города, но снова попадает в руки шерифа. Теперь Дэд хочет раз и навсегда избавиться от Рио. Он решает самолично казнить Рио ещё до решения суда (который всё равно приговорил бы его к повешению). Однако Рио чудом удаётся сбежать из тюрьмы и встретиться лицом к лицу с Дэдом. Начинается перестрелка, в ходе которой шериф погибает. Рио, наконец-то отомстивший бывшему другу, намеревается сбежать от правосудия в Орегон, а не в Мексику, так как там его ищут. Перед этим Рио встречается с Луизой и обещает ей вернуться за ней.

## В ролях
| Актёр             | Роль                         |
| ----------------- | ---------------------------- |
| Марлон Брандо     | Рио                          |
| Карл Молден       | Дэд (Папаша) Лонгворт        |
| Бен Джонсон       | Боб Эмори                    |
| Кэти Хурадо       | Мария Лонгворт               |
| Пина Пеллисер     | Луиза                        |
| Слим Пикенс       | Лон Дедрик                   |
| Ларри Дуран       | Чико Модесто                 |
| Сэм Гилман        | Харви Джонсон                |
| Тимоти Кэри       | Говард Тэтли                 |
| Мириам Колон      | Рыжая                        |
| Элиша Кук-младший | Карви                        |
| Родолфо Акоста    | мексиканский полевой капитан |
| Том Уэбб          | сын фермера                  |
| Рэй Тил           | Барни                        |
| Хэнк Уорден       | док                          |

## Награды
В 1961 году фильм удостоился главного приза Международного кинофестиваля в Сан-Себастьяне — «Золотой раковины». За свою роль в фильме актриса Пина Пельисер получила в Сан-Себастьяне приз лучшей актрисе.